# Irwin C. Gunsalus
Irwin Clyde „Gunny“ Gunsalus (* 29. Juni 1912 im Sully County, South Dakota; † 25. Oktober 2008 in Andalusia, Alabama) war ein US-amerikanischer Biochemiker und Mikrobiologe an der University of Illinois at Urbana-Champaign. Er hat sich um die Untersuchung der Biochemie von Mikroben verdient gemacht. Außerdem entdeckte er die Vitamin-ähnliche Liponsäure und erforschte weitere Coenzyme.
Gunsalus studierte an der Cornell University Bakteriologie und erwarb 1933 einen Bachelor, 1937 einen Master und 1940 einen Ph.D. Bis 1947 blieb er an der Cornell University, wo er als Forschungsassistent zu Coenzymen des Bakterienstoffwechsels arbeitete.
1947 wechselte er als Professor für Bakteriologie an die Indiana University Bloomington und 1950 an die University of Illinois at Urbana-Champaign, wo er eine Professur für Biochemie (innerhalb der Bakteriologie) erhielt und 1955 Leiter der Biochemie (innerhalb der Chemie) wurde. 1982 wurde Gunsalus in Urbana-Champaign emeritiert, wurde aber anschließend Gründungsdirektor des International Centre for Genetic Engineering and Biotechnology, einer Einrichtung der Organisation der Vereinten Nationen für industrielle Entwicklung (UNIDO), mit Standorten in Triest (Italien) und New Delhi (Indien). Später führte er noch für die Environmental Protection Agency Ökostudien am Golf von Mexiko durch.
Gunsalus und Mitarbeiter trugen wesentlich zum Verständnis der Funktion verschiedener Coenzyme und des Cytochrom P450 sowie weiterer Ferredoxine bei. Er kooperierte im Rahmen der Anwendung der Mößbauerspektroskopie mit der physikalischen Abteilung der Universität und war so einer der Wegbereiter der Biophysik. 1959 war er Gründungsherausgeber der Fachzeitschrift Biochemical and Biophysical Research Communications.
1949, 1959 und 1967 erhielt Gunsalus jeweils eine Guggenheim Fellowship. 1965 wurde er zum Mitglied der National Academy of Sciences gewählt, 1967 zum Mitglied der American Academy of Arts and Sciences und 1984 zum auswärtigen Mitglied der Académie des sciences. 1982 erhielt er den Selman A. Waksman Award in Microbiology, 1986 den William C. Rose Award.
Gunsalus war dreimal verheiratet, einmal geschieden und zweimal verwitwet. Er hatte sieben Kinder. Irwin Clyde Gunsalus starb mit 96 Jahren an Herzinsuffizienz.